# Matt Duchene
Matthew Duchene (* 16. ledna 1991, Haliburton, Ontario, Kanada) je kanadský hokejový útočník hrající v týmu Dallas Stars v severoamerické lize NHL.

## Kariéra

### Juniorská kariéra
Duchene začínal v nižší ontarijské lize OMHA v týmu Central Ontario Wolves. V dětství hrál také ve svém rodném městě Haliburtonu za Haliburton Huskies. V sezóně 2007-08 začal hrát v juniorské lize Ontario Hockey League za tým Windsor Spitfires a ve své první sezóně OHL zaznamenal 30 gólů a 50 kanadských bodů a s týmem se dostali až do finále Memorial Cupu. Během Vstupního draftu NHL byl vybrán týmem Colorado Avalanche na třetím místě za Johnem Tavaresem a Victorem Hedmanem. Duchene byl přirovnáván k Joe Sakicovi, Stevemu Yzermanovi a Miku Richardsovi.

### Profesionální kariéra
Duchene si připsal svůj první kanadský bod v NHL hned při svém debutu v zápase proti San Jose Sharks 1. října 2009, když asistoval v přesilové hře na gól Johnu-Michaelu Lilesovi. Svůj první gól v NHL vstřelil o pár dní později 17. října 2009 v zápase proti Detroitu Red Wings, když vstřelil gól brankáři Chrisu Osgoodovi a pomohl Avalanche k vítězství 4:3 v samostatných nájezdech. 30. listopadu 2009 vstřelil poprvé v NHL 2 góly v jednom zápase proti Tampě Bay Lightning. 2. prosince 2009 sehrál svůj druhý dvougólový zápas a současně první tříbodový zápas NHL proti Floridě Panthers, když vstřelil dva góly Scottu Clemmensenovi a přihrál na gól Chrisu Stewartovi. Následně byl Duchene vyhlášen nejlepším nováčkem NHL prosince 2009. Duchene skončil po své první sezóně NHL na třetím místě v kanadském bodování mužstva s 55 body a na druhém místě v počtu vstřelených branek s 24 trefami. Mezi nováčky NHL byl nejlepší v kanadském bodování před Johnem Tavaresem a v tabulce střelců byl společně s Tavaresem také nejlepší mezi nováčky. V playoff přidal další tři asistence v šesti zápasech, ale Avalanche byli vyřazeni v prvním kole týmem San Jose Sharks. Po skončení sezóny byl vybrán do NHL All-Rookie Teamu a byl třetí v hlasování trofeje Calder Trophy.
V následující sezóně 2010-11 obdržel 15. listopadu 2010 svůj první pětiminutový trest za bitku s Vladimírem Sobotkou ze St. Louis Blues. O několik měsíců později byl vybrán k účasti v NHL All-Star Game a v průběhu této exhibice se stal prvním hokejistou historie, který jel trestné střílení v utkání hvězd NHL. Gól, ale Henriku Lundqvistovi nedal. 26. ledna 2011 zaznamenal svůj celkově 100. bod v NHL při vstřelení gólu Iljovi Bryzgalovi z Phoenixu Coyotes. Duchene si připsal 67 bodů a stal se nejmladším hráčem Colorada Avalanche v týmové historii, který vyhrál kanadské bodování týmu.
4. listopadu 2011 vstřelil Duchene svůj první hattrick kariéry do sítě Dallasu Stars. Sezónu dohrával se zraněným kotníkem v touze po kvalifikaci do play-off, která však nakonec nevyšla. Během výluky v sezóně 2012/13 odešel hrát do Švédska, kde nastupoval za Frölundu. Poté, co z týmu odcházel, tak se dočkal bouřlivých ovací z hlediště. Na 4 utkání ještě vyzkoušel švýcarskou Nationalligu A, kde nastoupil za Ambri-Piottu. Během té sezóny vyhrál s kanadským výběrem Spenglerův pohár. 18. července 2013 se s Coloradem dohodl na pětiletém prodloužení smlouvy na 30 miliónů dolarů.
V sezóně 2013/14 patřil Duchene k tahounům týmu Avalanche a ten v základní části získal divizní titul. Na konci sezóny 2013/14 se Duchene zranil po srážce se spoluhráčem Jamie McGinnem a musel vynechat i prvních 5 utkání play-off a vrátil se až na 6. a 7. zápas s Minnesotou Wild, která je nakonec vyřadila.

### Reprezentační kariéra
Duchene v reprezentaci debutoval na šampionátu do 17 let v roce 2008, kde si připsal deset bodů v šesti zápasech a pomohl Ontariu k vítězství. Ve stejném roce byl vybrán do reprezentace Kanady pro Mistrovství světa do 18 let 2008 a také pro Memoriál Ivana Hlinky 2008 a na těchto akcích získal další dvě zlaté medaile. Na konci své premiérové sezóny NHL byl vybrán do kanadské reprezentace na Mistrovství světa 2010 v Německu a zaznamenal gól a asistenci při vítězství 5:1 proti Itálii a poté co byli s kanadským týmem vyřazeni ve čtvrtfinále Ruskem, tak měl na kontě 4 góly a 7 bodů v 7 zápasech. Na konci sezóny 2010-11 byl nominován do kanadské reprezentace na Mistrovství světa 2011 na Slovensku. V roce 2014 byl nominován do kanadské reprezentace pro jeho první olympijské hry, které se konaly v ruském Soči. Díky tomu s Kanadou mohl oslavit zlatou medaili.

## Osobní život
V červenci 2017 si vzal manželku dlouholetou přítelkyni, Ashley Grossaint. První potomek, syn Beau David Newell Duchene, se narodil v roce 2019. O rok později přisla na svět holčička, která dostala jméno Jaymes Olivia Duchene.

## Individuální úspěchy
- 2008 - All-Star Tým na Mistrovství světa do 17 let (Kanada - Ontario)
- 2009 - Bobby Smith Trophy (Brampton Battalion)
- 2010 - NHL All-Rookie Team (Colorado Avalanche)
- 2011 - Hrál v NHL All-Star Game.
- 2012 - All-Star tým Spenglerova poháru.

## Týmové úspěchy
- 2008 - Zlato na Mistrovství světa do 18 let (Kanada)
- 2008 - Zlato na Memoriálu Ivana Hlinky (Kanada)
- 2008 - Emms Trophy (Brampton Battalion)
- 2009 - Bobby Orr Trophy (Brampton Battalion)
- 2009 - Emms Trophy (Brampton Battalion)
- 2012 - Vítěz Spenglerova poháru (Kanada)
- 2014 - Zlatá medaile z OH.

## Klubové statistiky
| Sezona      | Klub                   | Soutěž      | Základní část | Základní část | Základní část | Základní část | Základní část | Play off | Play off | Play off | Play off | Play off |
| Sezona      | Klub                   | Soutěž      | Z             | G             | A             | B             | TM            | Z        | G        | A        | B        | TM       |
| ----------- | ---------------------- | ----------- | ------------- | ------------- | ------------- | ------------- | ------------- | -------- | -------- | -------- | -------- | -------- |
| 2006–07     | Central Ontario Wolves | OMHA        | 52            | 69            | 37            | 106           | 36            | —        | —        | —        | —        | —        |
| 2007–08     | Brampton Battalion     | OHL         | 64            | 30            | 20            | 50            | 22            | 5        | 1        | 1        | 2        | 10       |
| 2008–09     | Brampton Battalion     | OHL         | 57            | 31            | 48            | 79            | 42            | 21       | 14       | 12       | 26       | 21       |
| 2009–10     | Colorado Avalanche     | NHL         | 81            | 24            | 31            | 55            | 16            | 6        | 0        | 3        | 3        | 0        |
| 2010–11     | Colorado Avalanche     | NHL         | 80            | 27            | 40            | 67            | 33            | —        | —        | —        | —        | —        |
| 2011–12     | Colorado Avalanche     | NHL         | 58            | 14            | 14            | 28            | 8             | —        | —        | —        | —        | —        |
| 2012–13     | Frölunda Indians       | SEL         | 19            | 4             | 10            | 14            | 12            | —        | —        | —        | —        | —        |
| 2012–13     | HC Ambrì-Piotta        | NL A        | 4             | 2             | 3             | 5             | 2             | —        | —        | —        | —        | —        |
| 2012–13     | Colorado Avalanche     | NHL         | 47            | 17            | 26            | 43            | 12            | —        | —        | —        | —        | —        |
| 2013–14     | Colorado Avalanche     | NHL         | 71            | 23            | 47            | 70            | 19            | 2        | 0        | 3        | 3        | 2        |
| 2014–15     | Colorado Avalanche     | NHL         | 82            | 21            | 34            | 55            | 16            | —        | —        | —        | —        | —        |
| 2015–16     | Colorado Avalanche     | NHL         | 76            | 30            | 29            | 59            | 24            | —        | —        | —        | —        | —        |
| 2016–17     | Colorado Avalanche     | NHL         | 77            | 18            | 23            | 41            | 12            | —        | —        | —        | —        | —        |
| 2017–18     | Colorado Avalanche     | NHL         | 14            | 4             | 6             | 10            | 4             | —        | —        | —        | —        | —        |
| 2017–18     | Ottawa Senators        | NHL         | 68            | 23            | 26            | 49            | 14            | —        | —        | —        | —        | —        |
| 2018–19     | Ottawa Senators        | NHL         | 50            | 27            | 31            | 58            | 6             | —        | —        | —        | —        | —        |
| 2018–19     | Columbus Blue Jackets  | NHL         | 23            | 4             | 8             | 12            | 2             | 10       | 5        | 5        | 10       | 0        |
| 2019–20     | Nashville Predators    | NHL         | 66            | 13            | 29            | 42            | 24            | 4        | 1        | 1        | 2        | 2        |
| 2020–21     | Nashville Predators    | NHL         | 34            | 6             | 7             | 13            | 6             | 6        | 1        | 2        | 3        | 2        |
| 2021–22     | Nashville Predators    | NHL         | 78            | 43            | 43            | 86            | 38            | 4        | 3        | 1        | 4        | 0        |
| 2022–23     | Nashville Predators    | NHL         | 71            | 22            | 34            | 56            | 32            | —        | —        | —        | —        | —        |
| 2023–24     | Dallas Stars           | NHL         | 80            | 25            | 40            | 65            | 20            | 19       | 2        | 4        | 6        | 6        |
| NHL celkově | NHL celkově            | NHL celkově | 1056          | 341           | 468           | 809           | 286           | 51       | 12       | 19       | 31       | 12       |

### Reprezentační statistiky
| 2008                   | Kanada-Ontario         | MS 17'                 | 6  | 4  | 6  | 10 | 8  |
| 2008                   | Kanada                 | MS 18'                 | 7  | 5  | 3  | 8  | 6  |
| 2008                   | Kanada                 | MIH 18'                | 4  | 1  | 3  | 4  | 4  |
| 2010                   | Kanada                 | MS                     | 7  | 4  | 3  | 7  | 0  |
| 2011                   | Kanada                 | MS                     | 7  | 0  | 0  | 0  | 2  |
| 2013                   | Kanada                 | MS                     | 8  | 4  | 1  | 5  | 0  |
| 2014                   | Kanada                 | ZOH                    | 4  | 0  | 0  | 0  | 0  |
| 2015                   | Kanada                 | MS                     | 10 | 4  | 8  | 12 | 2  |
| 2016                   | Kanada                 | MS                     | 11 | 6  | 5  | 11 | 2  |
| Seniorská reprezentace | Seniorská reprezentace | Seniorská reprezentace | 47 | 18 | 17 | 35 | 6  |
| Juniorská reprezentace | Juniorská reprezentace | Juniorská reprezentace | 17 | 10 | 12 | 22 | 18 |